# 孤立した言語
孤立した言語（こりつしたげんご、language isolate、isolated language）とは、現存する他の言語と比較言語学的手法による系統関係が立証されておらず、他の言語と共通する祖語を再建できない言語である。
孤立言語とも言うが、古典的な言語類型論における形態論的な分類の一つである孤立語（こりつご、isolating language）とはまったく異なる概念である。

## 概要
孤立した言語の事例として、アイヌ語、バスク語、ブルシャスキー語、ニヴフ語 などが挙げられる。
孤立した言語は下位言語が1つだけの語族と捉えることもできる。従ってその言語の下位方言を個別の言語とみることによって、孤立した言語でなくなる場合がある。例えば、日本語は他の言語と系統関係を見いだせない孤立した言語とされていたが、近年は琉球諸語を別言語と認定する見解も一般的になり、その場合は琉球諸語や八丈語とともに日琉語族とされる。
ある言語が他の言語と系統関係があるかどうかは言語学者により見解が異なる場合があり、下の一覧に挙げる言語も何らかの語族と系統関係が見いだされる（すなわち、孤立していない）と主張されることもある。
なお、しばしば未分類言語と混同されるが、未分類言語はそもそもデータ不足等で分類作業が困難な言語を指し、孤立した言語とは別の概念である。
孤立した言語の分布地域は世界的にみると比較的限定されており、それは新石器時代以降の文明の中心都市からすると周辺地域ないし孤立地域に属している。アフリカや、ユーラシアの中心部やヨーロッパなどの地域における諸言語の分布は相対的に等質的であり、また系統関係もかなり詳細まで判明している。地理的な孤立地域における孤立した言語の例としては、ヨーロッパではピレネー山脈のバスク語のみであり、またインド亜大陸ではパキスタン北部山岳地帯のブルシャスキー語とインド中央部のニハリ語、ネパールのクスンダ語がある程度である。

### 下位方言ではなく下位言語と見なすようになり孤立とは見なされない語族
以前は下位方言と見なされていたが、研究の進展により、下位言語へ改める見解もあり、その場合には、複数の言語を持つ語族となり、したがって孤立と見なさない。例として、
- 日琉語族：日本語、琉球諸語、八丈語
- 朝鮮語族：朝鮮語、済州語
- カルトヴェリ語族：グルジア語、メグレル語、スヴァン語、ラズ語

## 孤立した言語の一覧
（英語でのアルファベット順）

### アフリカ
| 言語         | 地域                   | 母語者数        | 備考 |
| ------------ | ---------------------- | --------------- | --- |
| バンギメ語   | マリ                   | 3,500 (2017)    | |
| イジョ語     | ナイジェリア           | 約1300万 (2017) | 周囲はニジェール・コンゴ語族が分布していることから、当初はイジョ語もこの語族であるとされていたが、21世紀以降の研究では孤立した言語群（イジョイド語群）とされることが多い。 |
| シャボ語     | エチオピア             | 400 (2015)      | |
| ハヅァ語     | タンザニア             | 1,000 (2012)    | かつては「コイサン語族」に含まれていた。 |
| ジャラー語   | ナイジェリア・バウチ州 | 0 (2010)        | 危機に瀕する言語 |
| ラール語     | チャド                 | 750 (2000)      | ニジェール・コルドファン語族に挙げられる場合がある。 |
| サンダウェ語 | タンザニア・ドドマ州   | 6万±3万 (2013)  | クワディ・コエ語族とともに「コエ・サンダウェ語族」を成すとする説がある。                                                                                                   |

### ユーラシア
| 言語             | 地域                                                 | 母語者数      | 備考 |
| ---------------- | ---------------------------------------------------- | ------------- | --- |
| アイヌ語         | 日本・北海道他                                       | 2             | 危機に瀕する言語。 |
| バスク語         | スペイン、フランス・バスク地方                       | 75万 (2016)   | 紀元前1世紀頃使われていたアクイタニア語が直接的な先祖に当ると考えられている（バスク語族）。またイベリア語との関係を主張する言語学者もいる。西ヨーロッパの基層言語と推定する説もある（バスコン語基層説）。ある言語学者はコーカサス諸語との関係を指摘するが反論がある。 |
| ブルシャスキー語 | パキスタン北部                                       | 11.2万 (2016) | 一部の言語学者はケット語との関係性を見出そうとしている。その場合、仮説上のデネ・エニセイ語族に含まれる可能性もあるが、2013年現在、研究は初歩段階。 |
| エラム語         | 古代：エラム帝国、ペルシア帝国                       | 0             | 死語。ドラヴィダ語族と関連すると推測されることがある。 |
| クスンダ語       | ネパール                                             | 87 (2014)     | 危機に瀕する言語。 |
| ニハリ語         | インド・マディヤ・プラデーシュ州、ラージャスターン州 | 2,000 (2007)  | 危機に瀕する言語 |
| ニヴフ語         | ロシア・アムール川流域、サハリン州                   | 198 (2010)    | ギリヤーク語とも呼ばれる。 |
| シュメール語     | 古代：シュメール                                     | 0             | 死語。 |

### オセアニア
| 言語                 | 地域                      | 母語者数     | 備考                         |
| -------------------- | ------------------------- | ------------ | ---------------------------- |
| アビノムン語         | インドネシア・パプア州    | 300 (2002)   |                              |
| アネム語             | PNG・西ニューブリテン州   | 800 (2011)   |                              |
| ブサ語 (パプア)      | PNG・サンダウン州         | 240 (2000)   |                              |
| アニンディリャクワ語 | オーストラリア・北部準州  | 1,486 (2016) | 先住民言語の一つ             |
| イスィラワ語         | インドネシア・パプア州    | 1,800 (2000) |                              |
| ガーグジュ語         | オーストラリア・北部準州  | 0 (2002)     | カカドゥ国立公園付近。死語。 |
| コル語 (パプア)      | PNG・東ニューブリテン州   | 4,000 (1991) |                              |
| クオト語             | PNG・ニューアイルランド州 | 1,500 (2002) |                              |
| ララギヤ語           | オーストラリア・北部準州  | 14 (2016)    |                              |
| ングルンブル語       | オーストラリア・北部準州  | 0            | 死語                         |
| アタ語               | PNG・ニューブリテン島     | 2,000 (2007) |                              |
| ピュー語 (パプア)    | PNG・サンダウン州         | 100 (2000)   |                              |
| スルカ語             | PNG・東ニューブリテン州   | 2,500 (1991) |                              |
| タヤプ語             | PNG・東セピック州         | 50 (2020)    |                              |
| ティウィ語           | オーストラリア・北部準州  | 2,040 (2016) |                              |
| ウンブガルラ語       | オーストラリア・北部準州  | 0 (1981)     | 死語                         |
| ヤレ語               | PNG・サンダウン州         | 600 (1991)   |                              |
| ヤワ語               | PNG・ヤペン島             | 6,000 (1987) |                              |
| イェレ語             | ロッセル島                | 3,750 (1998) |                              |

### 北アメリカ
| 言語        | 地域                                                             | 備考                                     |
| ----------- | ---------------------------------------------------------------- | ---------------------------------------- |
| Atakapa     | 米国・テキサス州、ルイジアナ州                                   |                                          |
| Chimariko   | 米国・カリフォルニア州                                           |                                          |
| Chitimacha  | 米国・ルイジアナ州                                               |                                          |
| Coahuilteco | 米国・テキサス州、メキシコ北東部                                 |                                          |
| Cotoname?   | 米国テキサス州、メキシコ北東部                                   |                                          |
| Cuitlatec   | メキシコ・ゲレーロ州                                             |                                          |
| エセレン語  | 米国・カリフォルニア州                                           |                                          |
| ハイダ語    | 米国・アラスカ州、カナダ・ブリティッシュコロンビア州             | ナ・デネ語族に含める場合がある。         |
| ワベ語      | メキシコ・オアハカ州                                             |                                          |
| Karuk       | 米国・カリフォルニア州                                           |                                          |
| クテナイ語  | 米国・アイダホ州、モンタナ州、カナダ・ブリティッシュコロンビア州 |                                          |
| Natchez     | 米国・ルイジアナ州、ミシシッピ州                                 |                                          |
| Quinigua    | メキシコ北東部                                                   |                                          |
| サリナ語    | 米国・カリフォルニア州                                           |                                          |
| セリ語      | メキシコ・ソノラ州                                               |                                          |
| Siuslaw     | 米国・オレゴン州                                                 |                                          |
| Takelma     | 米国・オレゴン州                                                 |                                          |
| タラスコ語  | メキシコ・ミチョアカン州                                         |                                          |
| Timucua     | 米国・フロリダ州、ジョージア州                                   |                                          |
| Tonkawa     | 米国・テキサス州                                                 |                                          |
| Tunica      | 米国・ミシシッピ州、ルイジアナ州、アーカンソー州                 |                                          |
| ワショ語    | 米国・カリフォルニア州、ネバダ州                                 |                                          |
| Yana        | 米国・カリフォルニア州                                           |                                          |
| Yuchi       | 米国・ジョージア州、オクラホマ州                                 | スー語族に含まれるとされる場合がある。   |
| ズニ語      | 米国・ニューメキシコ州                                           | ペヌティ語に含まれるとされる場合がある。 |

### 南アメリカ
| 言語       | 地域                           | 備考 |
| ---------- | ------------------------------ | --- |
| Aikaná     | ブラジル・ロンドニア州         | |
| Andoque?   | コロンビア、ペルー             | |
| Betoi      | コロンビア                     | |
| Camsá      | コロンビア                     | |
| Canichana  | ボリビア                       | |
| Cayubaba   | ボリビア                       | |
| アイ語     | コロンビア、エクアドル         | |
| Irantxe?   | ブラジル・マトグロッソ州       | |
| Itonama    | ボリビア                       | |
| マプチェ語 | チリ、アルゼンチン             | |
| モビマ語   | ボリビア                       | |
| Munichi    | ペルー                         | |
| ムーラ語   | ブラジル                       | ムーラ語の一つであるピダハン語は数を表す語がない、文法の再帰用法がない、音素数が世界最小の言語であるなど特徴ある言語として知られている。 |
| Otí        | ブラジル・サンパウロ州         | |
| Sabela     | エクアドル、ペルー             | |
| Ticuna     | コロンビア、ペルー、ブラジル   | |
| Warao      | ガイアナ、スリナム、ベネズエラ | |
| ヤーガン語 | ティエラ・デル・フエゴ         | 死語。ヤーガン族の言語。 |
| Yuracare   | ボリビア                       | |
| Yurumanguí | コロンビア                     | |

## 孤立した手話
風土病やろう学校の失敗などの理由で聴覚障害者が常時一定以上の割合を占めるコミュニティでは手話が自然言語として発生する例がある。こうして生まれた手話は、現地の健聴者が並行して使う音声言語とも、他地域で使われる手話とも類縁関係が無く、孤立した言語である。このような手話には、マーサズ・ヴィンヤード手話、ニカラグア手話、アダモロベ手話、アル＝サイード・ベドウィン手話、宮窪手話などがある。